# Grüner Schildkäfer

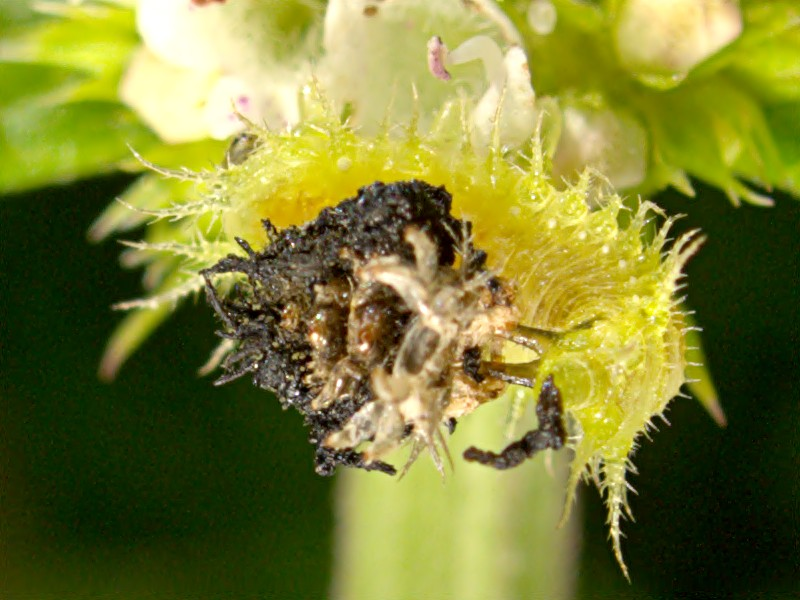
Larve bei der Häutung

Der Grüne Schildkäfer (Cassida viridis) ist ein Käfer aus der Familie der Blattkäfer (Chrysomelidae). Er gehört zur Unterfamilie der Schildkäfer, von denen in Europa etwa 60 Arten vertreten sind. In Mitteleuropa kommen etwa 30 schwer voneinander zu unterscheidende Arten vor.

## Merkmale
Grüne Schildkäfer werden 8,5 bis 10 Millimeter lang. Das Außenskelett ist grün gefärbt, meist mit bräunlichen und gelblichen Linien und Flecken. Der Körper ist ungewöhnlich flach gebaut und oval geformt, eher rund als gestreckt. An Thorax und Flügeldecken befindet sich außen ein flacher Rand. Sowohl die Beine als auch die recht kurzen, fadenförmigen Fühler sind braun gefärbt. Die Unterseite ist schwarz.

## Verbreitung
Die Käfer sind in Europa weit verbreitet. Sie bewohnen vor allem offenes Gelände, zum Beispiel Wiesen oder Ufer.

## Lebensweise
Die Tiere sitzen meist auf ihren Nahrungspflanzen, zu denen hauptsächlich verschiedene Lippenblütler gehören. Sie verschmähen jedoch auch Korbblütler nicht. Die flache Gestalt und die grüne Färbung ermöglichen ihnen eine sehr gute Tarnung in der Vegetation. Die Larven ernähren sich wie die ausgewachsenen Tiere. Zum Schutz vor Feinden spießen sie ihre Exkremente auf zwei Dornen an ihrer Oberseite auf. Wenn sie alt genug sind, verpuppen sie sich direkt an der Pflanze, auf der sie leben. Aus der Puppe schlüpft der fertige Käfer.